# Escuela Secundaria Jesuita de Vilna
La Escuela Secundaria Jesuita de Vilna (en lituano: Vilniaus jėzuitų gimnazija) es un centro educativo católico en Vilna, Lituania que ofrece clases del grado 5 al 12, es dirigido por miembros de la orden de los jesuitas. Está considerada como una de las escuelas más reconocidas en Lituania y recibe ayuda de la Oficina de Relaciones Exteriores de Alemania.  El actual director es el P. SJ Arturas Sederevicius. La institución podría ser una de las escuelas más antiguas de Lituania, si el edificio actual fuese considerado como el sucesor del Colegio de los Jesuitas, que se convirtió en la Universidad de Vilna durante el enfrentamiento entre protestantes y católicos lituanos durante la Era de la Reforma.